# 卡尔·诺伊曼·戴格勒
卡尔·诺伊曼·戴格勒（1921年2月6日—2014年12月27日）是一位美国历史学家，史丹佛大學荣誉退休教授，主要作品有获得1972年普利策历史奖和班克洛夫特獎的《黑人与白人》（Neither Black nor White）等。